# Lâm Trạch, Trương Dịch

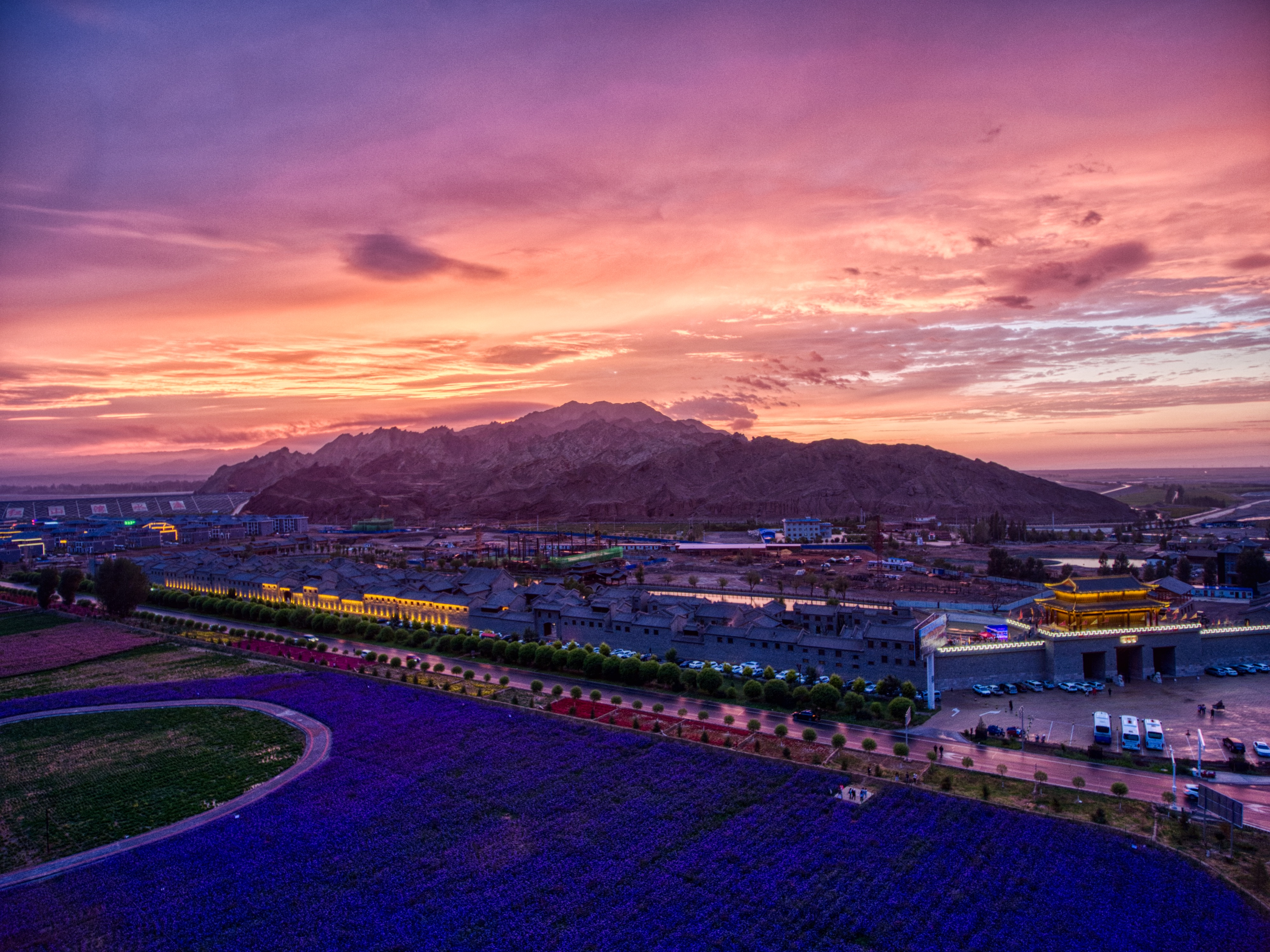
Lâm Trạch

Lâm Trạch (chữ Hán phồn thể: 臨澤縣, chữ Hán giản thể: 临泽县, bính âm: Línzé Xiàn, âm Hán Việt: Lâm Trạch huyện) là một huyện thuộc địa cấp thị Trương Dịch, tỉnh Cam Túc, Cộng hòa Nhân dân Trung Hoa. Huyện này có diện tích 2777 km², dân số năm 2004 là 150.000 người. Mã số hành chính của Lâm Trạch là 734200. Chính quyền Lâm Trạch đóng ở trấn Sa Hà. Về mặt hành chính, Lâm Trạch được chia thành 3 trấn, 5 hương. 
- Trấn: Sa Hà, Tân Hoa, Thành Quan.
- Hương: Tiểu Đồn, Liêu Tuyền, Bình Xuyên, Bản Kiều, Áp Noãn, Nghê Gia Doanh.